# Sid Ali Boudina
Sid Ali Boudina, född 7 maj 1990, är en algerisk roddare.
Boudina tävlade för Algeriet vid olympiska sommarspelen 2016 i Rio de Janeiro, där han slutade på 23:e plats i singelsculler. Vid olympiska sommarspelen 2020 i Tokyo slutade Boudina på 17:e plats i lättvikts-dubbelsculler tillsammans med Kamel Ait Daoud.